# Begli Hosahalli, Kolar
Begli Hosahalli là một làng thuộc tehsil Kolar, huyện Kolar, bang Karnataka, Ấn Độ.